# Basong Tso
Der Basong Tso (auch Basong Co, Basum Tso, Draksum Tso, tibetisch བྲག་གསུམ་མཚོ, Wylie brag gsum mtsho, chinesisch 巴松措, Pinyin Bāsōng cuò) ist ein See im Osten des autonomen Gebietes Tibet (VR China).
Der 14 km lange See befindet sich im Kreis Gongbo'gyamda, 55 km nordwestlich der Großgemeinde Nyingchi.
Er liegt auf einer Höhe von 3538 m und bedeckt eine Fläche von 26 km². Der See ist umgeben von bis zu 6000 m hohen Bergen. Der See erstreckt sich in Ost-West-Richtung und besitzt eine maximale Breite von 2,25 km. Am nordöstlichen Ende mündet sein wichtigster Zufluss in den See. Dieser wird von den Gletschern im Norden und Nordosten gespeist. Am westlichen Seeende befindet sich am Abfluss ein Staudamm. Der Basong Tso liegt an einem Zufluss des Nyang Qu, einem linken Nebenfluss des Yarlung Tsangpo. 
Das Einzugsgebiet des Basong Tso umfasst 1722 km².
Am westlichen Südufer des Basong Tso befindet sich die Tashi-Insel (chinesisch 扎西岛, Pinyin zhāxī dǎo), auf welcher das Tsodzong-Kloster aus dem 17. Jahrhundert liegt.